# Konstnärsförbundets skola

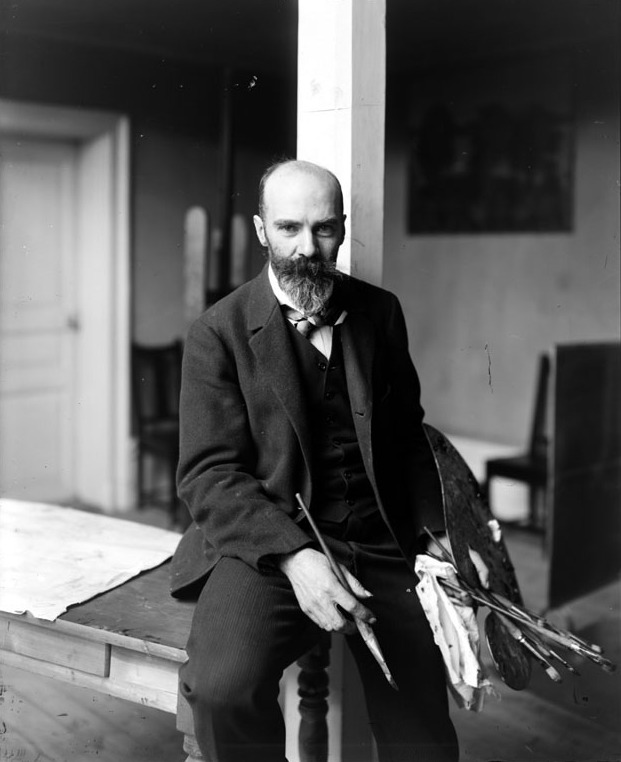
Richard Bergh som ledde Konstnärsförbundets skola.

Konstnärsförbundets skola var en målarskola i Stockholm, som Konstnärsförbundet bedrev i tre omgångar 1890–1908. En av de drivande krafterna bakom skolan var Richard Bergh. Skolan hade flera kända lärare, förutom Bergh själv bland andra Anders Zorn, Nils Kreuger och Karl Nordström. Också flera av eleverna blev också erkända konstnärer. Så bestod konstnärsgruppen De unga huvudsakligen av elever från skolan.

## Första skolan 1890–96
År 1886 bildades Konstnärsförbundet på grund av missnöje med Konstakademien. Med detta följde en önskan av en oberoende konstskola. I Danmark fanns redan två konstskolor utanför akademien, Krøyers och Zahrtmanns skolor. Konstnärsförbundet beslutade därför att starta undervisning och Richard Bergh var den som fick leda det. Som lärare ansågs han generöst inriktad i sitt förhållanden till eleverna, även om han enligt Axel Erdmann "resonerade obegripligt lärt om komplementfärger och färgmotsättningar som blott få begrep..". Skolan utmärkte sig genom att man lät eleverna själva ta initiativet och undervisningen skedde genom en fortlöpande diskussion kring deras arbeten. De elever som ansågs ha råd fick bidra med kostnad för hyra och uppvärmning.
Den första skolan 1890–96 leddes av Richard Bergh. Mecenater som Eva Bonnier, prins Eugen, Pontus Fürstenberg och Ernest Thiel sponsrade. En fjärdedel av eleverna, tio till antalet, var kvinnor.

### Lärare
- Richard Bergh
- Anders Zorn
- Per Hasselberg

### Elever i urval
- Aron Gerle
- Fritz Lindström
- Björn Ahlgrensson
- Ester Almqvist
- Maja Hallén (senare gift Fjæstad)
- Albert Engström
- Ivan Aguéli
- Gösta von Hennigs
- Axel Erdmann
- Olof Sager-Nelson
- Artur Bianchini
- Berta Kerfstedt (senare gift Wilhelmson)
- Harriet Sundström
- Eva Löwstädt-Åström

## Andra skolan 1899-1901
Leddes av Richard Bergh. Skolan sponsrades av Zorn, Fürstenberg och herrarna Lamm.

### Elever i urval
- Ivar Arosenius
- Gerhard Henning
- Fritz Kärfve
- Bror Lindh
- Hilding Nyman
- Helmer Osslund
- Gerhard Gyllenhammar
- Hilding Werner

## Tredje skolan 1905-1908
Leddes av Richard Bergh. Robert Thegerström gjorde sig impopulär och tvingades att avgå som lärare. Flera av eleverna från denna sista grupp bildade sedan De unga som visade upp sina verk Hallins konsthandel i Stockholm 1909. Vilket ofta betraktas som modernismens genombrott inom svensk konst.

### Lärare
- Richard Bergh
- Christian Eriksson
- Aron Gerle
- Eugène Jansson
- Nils Kreuger
- Karl Nordström

### Elever
- Eva Adler-Arosenius-Dich
- Einar Almgren
- Gregori Aminoff
- Ture Ander
- Kristian Anderberg
- Tor Bjurström
- Henry Bonnevie
- Albert Eldh
- Leander Engström
- Elsa Giöbel-Oyler
- Isaac Grünewald
- Jane Gumpert-Ullman
- Edward Hald
- Albert Hoffsten
- Eva Jancke-Björk
- Knut Janson
- Einar Jolin
- Hadar Jönzén
- Brita Lagerström-Hald
- Brita Liljefors - Haquinius
- Erik Lindwall
- Ragnar Ljungman
- August Lundberg
- Gunnar Lundh
- Gotthard Lundquist (enligt Allhems konstnärslexikon)
- Einar Nerman
- Arvid Nilsson
- William Nording
- Aram Norrman (enligt Einar Nerman)
- Arvid Olson
- Arthur Percy
- Erik Rafael-Rådberg
- Carl Ryd,
- Artur Sahlén
- Anna Sahlström
- Gösta Sandels
- Birger Simonsson
- Ingrid Sjöberg-Günther
- Milly Slöör (Lilly Ebba Maria) Slöör-Tjäder
- Gabriel Strandberg
- Berta Strömberg
- Per Tellander
- Sigfrid Ullman
- Filip Wahlström[4]

Inskriven, men insjuknad ett par dagar innan skolan startade, var Carl Kylberg.